# Dholhiyadhookudarah
Dholhiyadhookudarah is een van de onbewoonde eilanden van het Shaviyani-atol behorende tot de Maldiven.